# Antonio Di Salvo
Antonio Di Salvo est un ancien footballeur germano-italien né le 5 juin 1979 à Paderborn (Allemagne). Il évolue au poste d'attaquant.

## Carrière
Il est formé au FC Bayern München (2000-2001), club pour lequel il joue quelques matches de Bundesliga et découvre la Ligue des champions. Toutefois, barré par la concurrence d'attaquants comme Elber, Jancker ou Paulo Sergio, il est contraint de quitter le club. 
En 2001, il rejoint le Hansa Rostock. Il y dispute 94 rencontres de Bundesliga et inscrit 16 buts. En 2005, le Hansa est relégué en deuxième division. Di Salvo restera encore une saison (18 matches, 3 buts) puis signera chez l'autre club de Munich, le TSV München 1860, également en deuxième division. Pour l'heure, il a marqué 10 buts en 41 rencontres de championnat.